# Godstone
Godstone est un village et une paroisse civile du Surrey, en Angleterre. Il est situé dans le district de Tandridge, à neuf kilomètres à l'est de Reigate. Au moment du recensement de 2011, il comptait 5 949 habitants.